# María José Magaña
María José Magaña Clemente (n. Binéfar, Huesca 1964) es una gestora cultural española que ha creado planes de cultura y desarrollado proyectos europeos en diferentes instituciones. Desde el año 2002 es la responsable de artes visuales en la sede del Instituto Cervantes en Madrid. Fue presidenta de la Asociación MAV, Mujeres en las Artes Visuales desde mayo de 2017 hasta 2020.

## Biografía
Estudia Filosofía y Letras en la Universidad de Zaragoza, ciudad en la que vivió hasta el año 2002, año que se trasladó a Madrid, al obtener la plaza de técnico de Artes Plásticas y Arquitectura en el Instituto Cervantes.
Licenciatura en Geografía e Historia, especialidad en Historia del Arte por la Facultad de Filosofía y Letras de la Universidad de Zaragoza. Estudios de Doctorado, en los Cursos Académicos: 1993-1994, 1994-1995 y 1995-1996 en el programa: Técnicas de investigación en Historia del Arte y Musicología del Departamento de Historia del Arte de la Universidad de Zaragoza.

## Trayectoria y trabajos
Ha colaborado en la creación de planes de cultura y documentos estratégicos para el diseño de programas relacionados con las artes visuales, teniendo en cuenta el contexto del estado español en diálogo con el ámbito local e internacional de la red de centros del Instituto Cervantes. Ha organizado más de 500 actividades culturales, la mayor parte son exposiciones producidas y coordinadas para la itinerancia en red de esta institución, tanto con comisarios expertos, como de iniciativa propia, y coordinado la edición de más de 200 catálogos y publicaciones diversas, también en formato digital. Ha impartido cursos de formación para los gestores culturales de la red del Instituto Cervantes y ha participado en cursos externos de formación, como en la plataforma Intransit (2011) Y a través del Ministerio de Cultura para profesionales iberoamericanos (2012). También ha formado parte de comités de selección de becas (Unión Fenosa, 2014). Jurada de premios como la convocatoria CERCO cerámica creativa (2002). Certamen Iberoamericano de Fotografía Nexus (2014)
Ha participado en el desarrollo de proyectos europeos en colaboración con instituciones extranjeras, como el proyecto Gothic-Med dentro del Programa Cultura-2000.
Desde la asociación Mujeres en las Artes Visuales, a la que pertenece desde el 2009, ha formado parte de diferentes grupos de trabajo para la organización del Foro MAV-2015 (FM-15) y la Bienal Miradas de Mujeres (BMM-2016). También forma parte de la Mesa Sectorial del Arte Contemporáneo y del Consejo de edición y redacción de la revista en línea M-arte y cultura visual. Desde junio de 2014 hasta 2017 fue la secretaria general de la Asociación, y desde 2017 a 2020 fue su presidenta.
Entre sus trabajos anteriores coordinó varias exposiciones como la muestra antológica “Goya 1746-1828” organizada por el Ayuntamiento de Zaragoza, la Diputación de Zaragoza y El Comune di Venezia, en el Palacio C'a Pesaro de Venecia, mayo-julio, 1989. En este sentido, participó en la coordinación de “El Settecento Veneciano. Aspectos de del siglo XVIII”, organizada por el Ayuntamiento de Zaragoza, Diputación de Zaragoza y El Comune di Venezia, en el Palacio de y el Palacio de Sástago, Zaragoza, de octubre a diciembre de 1990, y en el Museo de Arte Moderno. México D.F. de enero a febrero de 1991. En 1992 realizó la muestra antológica “Goya”, organizada por el Ayuntamiento de Zaragoza. Otros proyectos interesantes son “G.Braque.Obra Gráfica”, organizada por el Museo Pablo Gargallo, en colaboración con Maeght Editeur, en Zaragoza, octubre de 1989 o el proyecto “Percorso di cittá invisibili, 10 artisti di Aragón (Spagna)”, organizada por el Ayuntamiento de Zaragoza, Diputación de Zaragoza y El Comune di Venezia, coincidente con de Arte, en la Iglesia de S.Bartolomé, Venecia, de julio a agosto de 1990.
Entre algunos proyectos posteriores, en colaboración con otros agentes culturales, destacan: la exposición colectiva “Pintar Palabras”, en el Instituto Cervantes de Berlín, 2002 y Nueva York, 2003; “Fotografía Ramón Masats”, Toulouse, Lyon, Bremen, Munich, Moscú, etc., 2004; Ciclo de videoarte latinoamericano “Ultramar” en la red de Brasil, 2007; “Sintopías. Arte, ciencia y tecnología”, con el MEIAC, Nueva York y Pekín, 2007; Proyecto de intercambio entre Marruecos y España “Frecuencias”, 2009; Exposición de fotografía española documental “Aquí y ahora”, con Colectivo Nophoto, Toulouse, Manchester, 2009, Cracovia Dublín, Lyon, etc., 2010; Ciclo de videoarte “Todo cuanto amé formaba parte de ti”, Damasco, 2009 y Madrid, 2010; Proyecto de arquitectura iberoamericana “Freshlatino”, itinerante por más de 30 centros de la red, desde el 2009-al 2015; Exposición colectiva de fotografía latinoamericana “Resiliencia”, PhE2009, Madrid, Italia, Estados Unidos, Estambul, etc, 2010.; “L.A Invisible City. Colectiva de artistas de Los Ángeles”, coincidiendo con ARCO, Madrid e IC Berlín, 2010; Proyecto en colaboración con el Goethe Institut, Foro de debate “Arte + Crisis”, Berlín, 2010; Exposición colectiva de fotografía latinoamericana “Peso y levedad”, PhE2011, Madrid, y varios centros de la red de Brasil, y Praga, 2012; Proyecto “Is this Spain”, con la plataforma Pensart, Milán, Nápoles, Roma, Brasilia, Sao Paulo, 2011 y Cracovia, Dublín, 2012; “Recorridos fotográficos por ARCO”, con el Artium, Tokio y Pekín, 2012; Exposición colectiva de fotografía latinoamericana “Esquizofrenia tropical”, PhE 2012, Madrid y Brasil, 2013; Proyecto de convocatoria pública en colaboración con el Goethe Institut “Participar.de”, Madrid y Toulouse, 2012; la exposición “Autorretrato disfrazado de artista. Arte y fotografía conceptual en Colombia” ARCO 2015, Madrid; Proyecto de convocatoria pública en colaboración con el Goethe Institut “Architectus ómnibus?”, Berlín y Madrid, 2015; “Con la boca abierta. Fotografías de Cristina García Rodero”, con el CEAC, 2015, etc.
Miembro del jurado del Premio Nacional de Artes Fotografía del Ministerio de Cultura español en el año 2016.

## Publicaciones
- "Aproximación al panorama de la escultura aragonesa actual".Ponencia presentada al VI Coloquio de Arte Aragonés.Actas del VI Coloquio de Arte Aragonés, organizado por la Diputación General de Aragón y el Departamento de Historia del Arte de la Universidad Zaragoza, pp. 347 a 370. Zaragoza, 1991.
- Artistas Aragoneses desde Goya a nuestros días.Catálogo de dicha exposición.Fichas de artistas, p.: 130, 136, 160, 190, 192, 196, 220.Edita Ayuntamiento de Zaragoza. Mayo, 1991.
- Goya.Catálogo de dicha exposición.Fichas de obras, p.: 42, 52, 82, 83, 110, 112, 116, 118, 134, 136, 138. Edita Electa. Zaragoza. Junio de 1992.
- Aragón turístico y monumental.Artículo Revista: "Goya y Zaragoza”, n.º 330, pp. 21 a 29. Edita SIPA. Zaragoza. Mayo, 1993
- Luces de la ciudad.Arte y Cultura en Zaragoza 1914-1936. Catálogo de dicha exposición. Fichas de artistas, pp. 355 y 356. Edita Gobierno de Aragón y Ayuntamiento de Zaragoza.
- Artículos en la revista "Tendencias en las Artes y el Diseño"Colaboraciones mensuales desde mayo de 1994 a junio de 1995.Editada en Valencia: Propuesta Editorial, S.L.- La verdad de la memoria.
- Texto para catálogo de la exposición”¿Es poesía o pintura?” pp. 1 a 3. Edita Universidad de Zaragoza. Zaragoza, 1996.
- Hibervs flumen. El río Ebro y la vida. Coordinación de la publicación, textos para catálogo: “Hibervs flumen”, pp. 133 a 137 y “Navegando entre tradiciones y mitos del Ebro”, pp. 274 a 281, fichas: pp. 383 a 388, 403, 421, 426 a 429, 437, 441 a 467. Edita iberCaja y Confederación Hidrográfica del Ebro. Zaragoza, 1999.
- Ponencia en el Congreso Vasco de Patrimonio Industrial: “Un museo diferente: La Zaragozana, fábrica de cerveza y malta”. Bilbao. Octubre, 2001.- Artículo Revista Trébede: “La Zaragozana, fábrica y museo”. N.º 59, pp. 40 a 45. Zaragoza. Enero de 2002.
- Texto catálogo Exposición CERCO. Cerámica Creativa: “Como logra la cerámica quitarse la etiqueta de artesanía”. Editado por el Gobierno de Aragón, 2011.
- Artículo Revista G +C: “El trabajo en red para la itinerancia de exposiciones”, n.º 10, 2011.